# Unreal Tournament
Unreal Tournament [ˌʌnˈriəl ˈtɔːnəmənt] (kurz: UT, wegen seiner Nachfolger Unreal Tournament 2003 und Unreal Tournament 2004 bisweilen auch UT99 oder UT1 genannt) ist ein Ego-Shooter und der zweite Titel der Unreal-Spieleserie der von Epic Games und Digital Extremes entwickelt und durch GT Interactive im Jahre 1999 veröffentlicht wurde.
Unreal Tournament war neben Quake III Arena eines der ersten Spiele, das rein auf den Mehrspielermodus ausgelegt war und daher praktisch keine Handlung besitzt. Ein Einzelspielermodus ist zwar vorhanden, bei diesem wird jedoch mit Hilfe von KI-gesteuerten „Bots“ das Gameplay des Mehrspielermodus simuliert, was als Training für das Spiel gegen menschliche Gegner im Netzwerk zu verstehen ist.
2000 wurde eine spezielle Game of the Year Edition (kurz: UT GOTY) von Unreal Tournament veröffentlicht, die sich als Standardversion etablierte. UT GOTY enthält neue Maps und neue Spielermodelle sowie die beiden Modifikationen Rocket Arena und Chaos UT.
Das Spiel wurde 2000 für die PlayStation 2 und 2001 für die Dreamcast veröffentlicht. Es existiert auch eine Version für Linux und Mac OS Classic.
Unreal Tournament wurde aufgrund seiner Gewaltdarstellung in Deutschland indiziert, allerdings geschah dies erst zwei Jahre nach der Veröffentlichung in Deutschland.

## Handlung
Der Bergbaukonzern Liandri veranstaltet Wettkämpfe, in denen es um Preisgeld und Ehre geht, das „Unreal Tournament“. Hierbei treten verschiedene Kämpfer in Arenen gegeneinander an, um sich in verschiedenen Disziplinen zu beweisen.

## Spielprinzip
Im Spiel werden gängige Mehrspieler-Modi und für damalige Verhältnisse exotische Spielmodi gegeneinander gespielt. Hierbei kann man sowohl alleine (Singleplayer) gegen computergesteuerte Gegner (Bots) antreten oder aber auch über Netzwerk oder Internet gegen menschliche Kontrahenten – darauf liegt auch eindeutig das Gewicht des Spiels.
- Deathmatch
- Team-Deathmatch (2 bis 4 Mannschaften)
- Assault (2 Mannschaften)
- Domination (2 bis 4 Mannschaften)
- Capture the Flag (2 Mannschaften)
- Last Man Standing

Es gibt verschiedenste Waffen, Werkzeuge, Ausrüstungsgegenstände und Power-ups in Unreal Tournament. Grundsätzlich müssen für alle Fernkampfwaffen Munitionspakete aufgehoben werden.
Unreal Tournament zeichnet sich durch eine Reihe futuristischer Waffen aus. Einige der Waffen stehen dem Spieler direkt nach dem Spawn zur Verfügung, andere müssen erst gefunden werden. Beinahe jede Waffe in Unreal Tournament besitzt zwei Feuermodi.
Power-ups sind äußerst mächtig und verschaffen dem Träger einen enormen Vorteil. Deshalb sind sie zum einen auf den meisten Karten gut versteckt oder schwer zu erreichen und zum anderen in ihrer Wirkung zeitlich begrenzt. Die Power-Ups werden sofort nach dem Einsammeln aktiv, ihre Wirkung endet nach Ablauf der Wirkdauer oder mit dem Tod des Trägers.

## Entwicklung
An der Entwicklung waren 16 Entwickler beteiligt. Das Budget betrug 2 Millionen US-Dollar, die Entwicklungsdauer 18 Monate. Es wurde auf der Unreal Engine aufgebaut. Modelliert wurde mit 3d Studio Max, Levels wurden mit dem Unreal Editor erstellt und mittels Microsoft Visual Studio programmiert. Die erste Version des fertigen Spiels bestand aus 350.000 Zeilen Quelltext, der in C++ und UnrealScript verfasst wurde. Zunächst als Mehrspieler-fokussiertes Addon zu Unreal geplant, wurde es letztendlich als Vollpreistitel verkauft. Der Soundtrack des Spiels wurde (wie bereits bei Unreal) von Alexander Brandon, Michiel van den Bos, Dan Gardopée und Andrew Sega komponiert.
Die Portierung auf Linux durch Loki Games geschah mit Hilfe der plattformunabhängigen Bibliothek SDL.
Seit 2019 wird die Entwicklung offiziell durch Fan-Patches fortgeführt.
Am 14. Dezember 2022 gab Epic Games die Einstellung des letzten offiziellen Masterserver bekannt. Demnach verlieren Spieler ab 24. Januar 2023 die Möglichkeit, eine Liste der vorhandenen Online-Spieleserver abzurufen. Durch ein inoffizielles Fan-Projekt ist dieses jedoch weiterhin möglich.
Im Folgejahr gab Epic Games bekannt, dass Unreal und Unreal Tournament über das Internet Archive kostenlos verteilt werden dürfen, um die Gemeinschaft zu unterstützen, die diese Titel für die Nachwelt bewahrt, nachdem diese bei Steam aus dem Verkauf genommen wurden.

## Rezeption
Das Spiel sei ein brutaler und variantenreicher Shooter. Die Musik sei stimmungsvoll und die Level abwechslungsreich. Die KI der Bots sei beeindruckend. Der Überraschungserfolg galt als seiner Zeit voraus und beeinflusste das Genre maßgeblich. Der implementierte IRC-Client sowie der GameSpy-Server-Browser böte alles für den Mehrspieler erdenkliche und besäße gleichzeitig noch ein umfangreiches Einzelspielerfunktionspaket. Der Gewaltgrad sei hoch, aber gerate aufgrund der hohen Spielgeschwindigkeit zur Nebensache.

### Auszeichnungen
- Interactive Achievement Awards: Outstanding Achievement in Visual Engineering[19]
- GameStar: Bestes Multiplayer-Spiel[20]
- PC Player: Bester Ego-Shooter[21]